# Варданян Рубен Карленович
Рубен Карленович Варданян (вірм. Ռուբեն Կառլենի Վարդանյան, рос. Рубен Карленович Варданян; народився 25 травня 1968) — російський олігарх і колишній політик, який обіймав посаду «державного міністра Арцаху», невизнаної держави на Південному Кавказі, з 4 листопада 2022 року до 23 лютого 2023 року. Варданян після звільнення з посади держміністра продовжив працювати в НКР.

## Життєпис
До політичної кар'єри Варданян був бізнесменом, раніше він був директором і акціонером інвестбанку «Трійка Діалог». 27 вересня 2023 року дружина Варданяна Вероніка Зонабенд повідомила, що «втратила зв'язок» з ним після звільнення Нагірному Карабасі 2023 року, того ж дня його було затримано Прикордонною службою Азербайджану в Лачинському коридорі під час спроби перетнути кордон із Горісом, Вірменія, й доставлено до Баку. 28 вересня 2023 року його заарештували до розслідування незаконного перетину кордону Азербайджану, фінансування тероризму та участі у створенні та діяльності збройних формувань.
2021 року Forbes оцінив його статки в $1 млрд.

## Бізнес

### Тройка Діалог
Варданян і Пітер Дербі заснували «Трійку Діалог» 18 березня 1991 року. Варданян спочатку працював експертом, а потім очолив відділ IPO. У 1992 році Варданян увійшов до виконавчої ради і став виконавчим директором. Пізніше став президентом, генеральним директором і головою ради директорів компанії. Обіймав посаду до моменту продажу компанії. На початку 2000-х «Трійка» мала офіси в Нью-Йорку та Лондоні. Станом на 2011 рік партнери володіли 63,6 % акцій «Трійки Діалог», 40 % належали Варданяну. На кінець 2010 фінансового року активи «Трійки» становили 5,75 млрд доларів США, власний капітал — 872 млн доларів, виручка — $42,346 млн 11 березня 2011 року Сбербанк оголосив про придбання 100 % акцій «Трійки Діалог» за $1 млрд, угода була завершена 23 січня 2012 року. Угода також передбачала бонуси партнерів Трійки за три роки, таким чином загальна сума угоди склала 1,4 млрд доларів. До продажу Варданян володів основним пакетом акцій (40 %), оціненим в $560 млн. Натомість йому запропонували 20,5 % акцій «АвтоВАЗу» і 27,3 % акцій « Камазу», які пізніше були продані з прибутком.
Результатом злиття став Sberbank CIB, корпоративний та інвестиційний банківський бізнес Ощадбанку. З моменту продажу «Трійки Діалог» до 2015 року Варданян очолював Sberbank CIB, а також обіймав посади радника голови правління Сбербанку і голови правління. До 2013 року Forbes оцінював статки Варданяна в $800 млн.
4 березня 2019 року Проект звітності про організовану злочинність і корупцію (OCCRP) опублікував розслідування про компанію Troika Laundromat, у якій повідомляється про її мережу з 76 офшорних компаній, які сприяли викраданню близько 4,6 мільярдів доларів. Пізніше Варданян прокоментував розслідування, заявивши, що компанія «завжди прагнула діяти лише за суворими принципами легітимності та прозорості». Австрійська прокуратура не знайшла підстав для відкриття офіційного розслідування щодо офшорної мережі «Трійка Діалог» .

### Інвестиційні проекти після «Тройки»

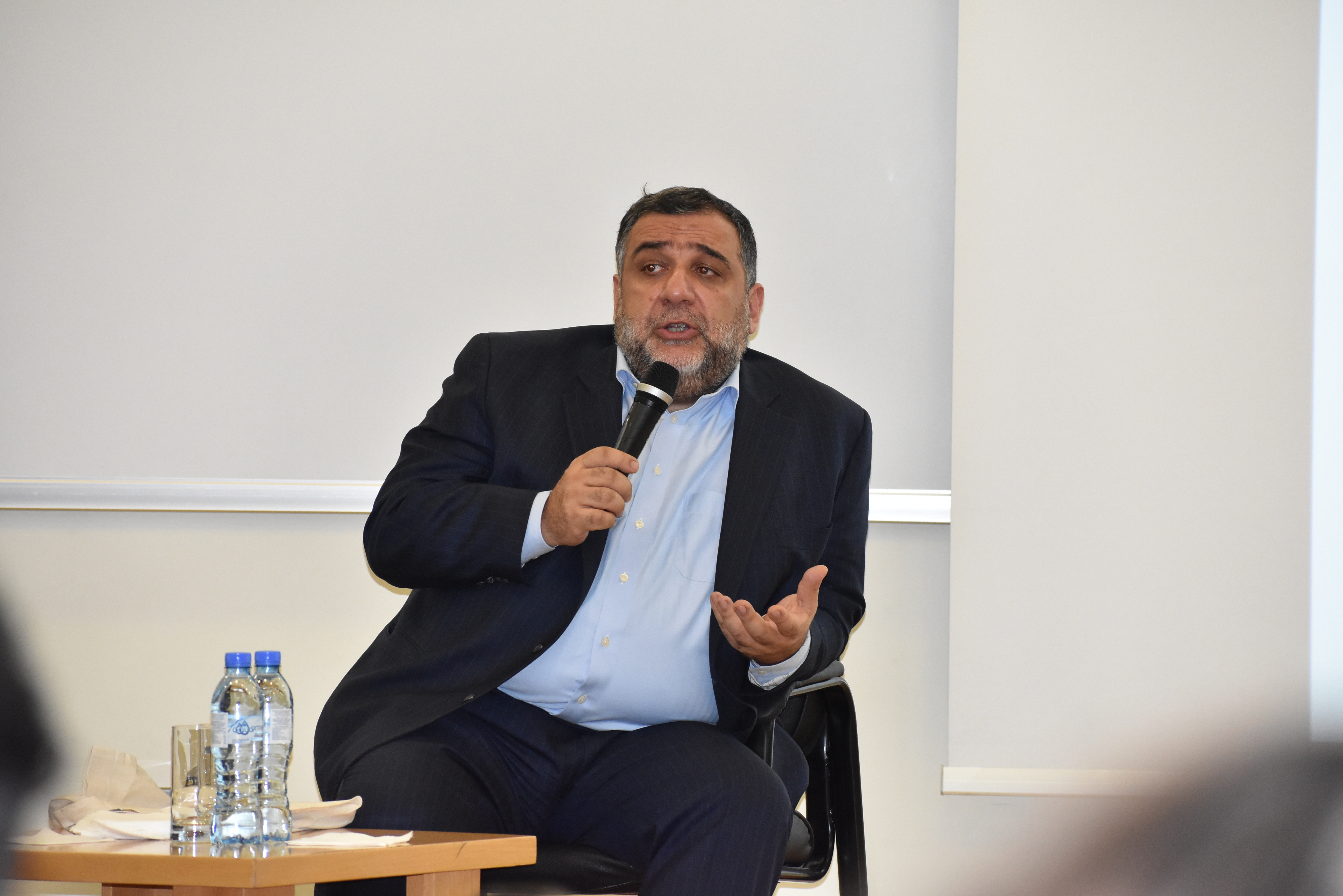
Варданян 2018 року

2013 року Варданян із Михайлом Бройтманом заснували інвестиційну компанію «Варданян, Бройтман і Ко» . Станом на 2018 рік Варданяну належало 75 % компанії. Серед його активів — акції Амеріабанку, транспортного оператора UFS та кілька венчурних проектів (Lamoda, Pronutria, NtechLab). Основні інвестиції спрямовані на управління нерухомістю. У 2013 році Варданян придбав 50 % акцій інвестиційного фонду Avica Management Company, заснованого RD Group Гагіка Адібекяна. У лютому 2018 року партнери оголосили про поділ, розділивши активи нерухомості вартістю близько $1 млрд. Згідно з угодою, за Варданяном повинні були залишитися офісні приміщення, включно з бізнес-центрами «Романів двір» і «Воздвиженка». Також у 2018 році Варданян і Global Blue оголосили про запуск Global Blue Russia, першої в Росії компанії з повернення податків.
У 2015 році Рубен Варданян відкрив компанію Phoenix Advisors, яка займається захистом сімейного добробуту, управлінням і плануванням престолонаслідування.
У 2020 році російська громадська організація «Фонд боротьби з корупцією», очолювана російським опозиціонером Олексієм Навальним, опублікувала розслідування, яке стосувалося компанії Santerna Holdings Limited, що належить Варданяну. Посилаючись на загальнодоступні річні звіти Santerna, розслідування встановило, що в 2016 році Santerna інвестувала майже $33,45 млн у курортний бізнес Luchano, який належить Гульсіні Мінніханової, дружині президента Татарстану Рустама Мінніханова . Річні звіти показали, що аудитори Santerna застосували 26,8 мільйона доларів знецінення незабаром після інвестиції, зменшивши частку Santerna в Luchano до 6,6 мільйона доларів.
2018 року Santerna зробила ще одну інвестицію в $10 млн у Luchano. Кілька місяців потому ті ж аудитори застосували ще одну суму знецінення, ще більше знизивши вартість інвестицій Santerna до $5 млн. На підставі цієї фінансової діяльності, за якою Сантерна добровільно переплатила вдвічі, Фонд боротьби з корупцією стверджував, що компанія Варданяна зробила два хабарі дружині президента Татарстану. Після обох інвестицій журналісти виявили елітну нерухомість на мільйони доларів, якою володіє родина Мінніханова .

### Посади
2004 року Варданян був директором «Росгосстраху». Паралельно він очолював «Трійку Діалог». Станом на жовтень 2019 року Варданян був одним із членів ради директорів Камазу, Амеріабанку та Global Blue Russia Holdings BV, також є членом інвестиційного комітету Avica Property Investors International, членом наглядової ради Investment and Venture Fund. Республіки Татарстан. Варданян є головою редакційного комітету міжнародного журналу BRICS Business Magazine. Раніше він працював експертом і виконавчим членом консультативних рад в АТ «Соллерс», « АвтоВАЗ», "Сибур ", «Новатек», "Цивільна авіаційна компанія «Сухой», міжнародний аеропорт «Шереметьєво», «Росгосстрах», Міжнародна фінансова корпорація, «Стандарт Банк», компаній Marsh & McLennan, Російська торгова система, Московська фондова біржа, Федеральна комісія з ринку цінних паперів, Депозитарно-клірингова компанія, Національна асоціація учасників фондового ринку та ін. Він також очолював Національну асоціацію учасників фондового ринку протягом 1997 і 1998 років. З 2000 року Варданян є членом Російського союзу промисловців і підприємців (РСПП), де до 2012 року був одним із членів правління. У 2009 році увійшов до Комітету з питань інноваційної політики та підприємництва. Варданян був одним із співзасновників «Клубу 2015», неформальної організації російських бізнесменів, яка займалася стратегічним плануванням російської економіки до 2015 року. З 2010 року Варданян є членом піклувальників Фонду публічної дипломатії Олександра Горчакова. У 2015 році став співзасновником Центру міжнародного співробітництва імені Примакова, зараз Варданян входить до його наглядової ради. 2019 року Варданяна запросили до правління московського рейтингового агентства АКРА.
Після російського вторгнення в Україну Варданяна було внесено до списку осіб під санкціями українського уряду через його роль у правлінні російської авіавантажної компанії «Волга-Дніпро», яка відіграє важливу роль у російському військовому авіатранспорті.

### Переїзд до Вірменії та НКР
У червні 2021 року Варданян отримав вірменське громадянство. Він заявив, що вирішив повернутися до Вірменії після війни у Нагірному Карабасі 2020 року. У минулому Варданян заперечував будь-які наміри обійняти будь-яку державну посаду у Вірменії; однак, він розглядався як потенційний політичний гравець і, за чутками, був залучений до новоствореної політичної партії «Країна життя» . У листопаді 2021 року Варданян дав інтерв'ю, в якому розповів про плани почати політичну кар'єру у Вірменії, а також розглядав можливість стати президентом Вірменії. У вересні 2022 року Варданян заявив, що переїжджає до невизнаного Арцаху (у спірному регіоні Нагірний Карабах) і оголосив, що більше не є громадянином Росії. Після вторгнення Росії в Україну 2022 року Варданян був згаданий у проекті закону в Палаті представників США, який передбачав застосування до нього індивідуальних санкцій. Варданян заперечував, що його відмова від російського громадянства була спробою обійти санкції проти Росії. У жовтні 2022 року «президент» Арцаха Арутюнян запропонував Варданяну посаду державного міністра. Арутюнян призначив Варданяна державним міністром 4 листопада 2022 року Варданян подав прохання про позбавлення російського громадянства, щоб отримати громадянство Арцаха, яке було задоволено в грудні 2022 року. Варданян був звільнений з посади держміністра 23 лютого 2023 року після чотирьох місяців роботи. Звільнення Варданяна було однією з ключових вимог Азербайджану для припинення блокади Арцаха. До цього Варданян відхилив вимоги Азербайджану покинути регіон. Після звільнення Варданян пообіцяв продовжувати жити і працювати в Арцаху.

### Звільнення Нагірного Карабаху та арешт
27 вересня 2023 року дружина Варданяна Вероніка Зонабенд повідомила, що вона «втратила зв'язок» з ним після операції зі звільнення Нагірного Карабаху 2023 року ; того ж дня він був затриманий Прикордонною службою Азербайджану в Лачинському коридорі під час спроби перетнути Горіс, Вірменія.

## Благодійність

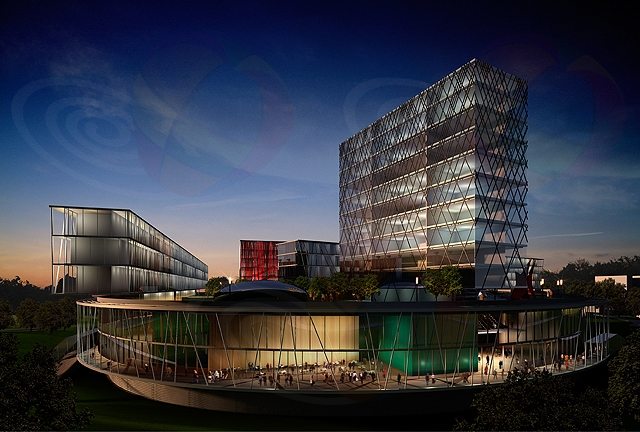
Школа управління Сколково, Москва

Варданян через свою благодійну діяльність був залучений до ради Пушкінського музею, Російського національного оркестру та Російсько-американського молодіжного оркестру. Він був співзасновником Московської школи управління Сколково і був її президентом з 2006 по 2011 рік. Станом на 2019 рік Варданян займає посаду заступника голови консультативної ради Сколково. Варданян також очолює наглядову раду в Сколковському інституті досліджень ринків, що розвиваються (SIEMS). З 2000 по 2016 рік Варданян був членом наглядової ради університетського фонду Російської нової економічної школи, протягом 2008-09 років він був одним із членів консультативної ради. Раніше він працював у наглядових радах Російської академії народного господарства та державного управління при Президенті Росії (з 2014 року), економічного факультету МДУ (2014—2017), міжнародних рад бразильського Fundação Dom Cabral' (з 2009), Японського міжнародного християнського університету. (2011—2015), а також школа менеджменту GuangHua в Китаї .

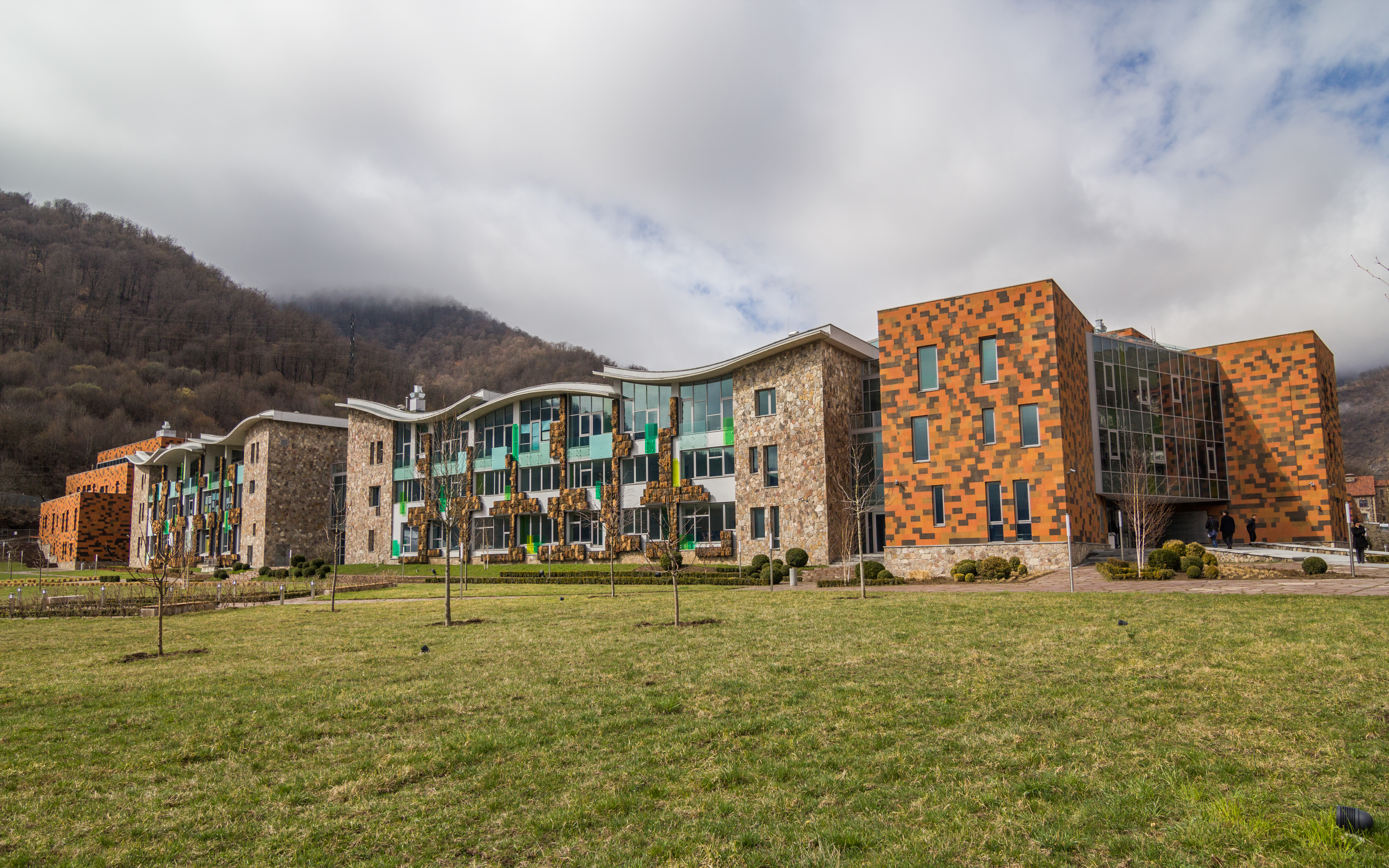
Коледж Об'єднаного Світу Діліжан

У 2013 році Рубен Варданян разом з Веронікою Зонабенд та партнерами заснували UWC Dilijan College. Коледж — міжнародна школа-інтернат для особливо талановитої молоді у вірменському місті Діліжан .
На початку 2000-х Рубен Варданян і Нубар Афеян ініціювали проект «Вірменія 2020». Благодійна організація IDea Foundation Варданяна бере участь у проекті відродження Татева, який підтримує відновлення монастиря Татев на півдні Вірменії. Варданян підтримав інші ініціативи з реставрації, наприклад церкву Святого Георгія в Тбілісі в 2015 році Варданян був одним із благодійників Вірменського кафедрального собору Москви, освяченого у 2017 році. У травні 2017 року відкрито відреставровану церкву Пресвятої Богородиці в м. Мушкапат, Арцах . У 2019 році реставрацію мечеті Юхарі Говхар Ага в Шуші підтримав Фонд Варданяна «Відродження східної історичної спадщини».
У 2016 році Фонд вірменської науки і технологій спільно заснували Варданян, Нубар Афеян, о. Месроп Арамян і Артур Алавердян. У 2014 році Варданян також спільно з Нубаром Афеяном і Вартаном Грегоріаном фінансував грошову винагороду премії «Аврора за пробудження людства» .

## Родина
Дружина Вероніці Зонабенд, яка має єврейське походження, але була хрещена у Вірменській Апостольській церкві . Співзасновниця вірменського UWC Dilijan College, має посаду в консультативній раді Американського університету Вірменії, голова виконавчої ради Освітнього фонду «Навчай для Вірменії». Старша сестра Варданяна Марін Алес — композитор і автор пісень, член творчої ради премії «Аврора», співзасновник БФ «Подаруй життя Вірменії».

## Нагороди
1999 — Варданяна визнали бізнесменом року Американською торговою палатою в Росії. Ernst & Young визнала Варданяна підприємцем року 2004. Російський GQ номінував його як «Людину року» як найкращого підприємця 2010 року У 2001 році журнал Fortune включив Варданяна до списку «25 висхідних зірок нового покоління». Того ж року Варданян був включений до списку «100 глобальних лідерів завтрашнього дня » на Всесвітньому економічному форумі .
У 2011 році президент Вірменії нагородив Варданяна орденом Святого Месропа Маштоца, у 2013 році — орденом Святого Григорія Просвітителя від Вірменської Церкви, у 2018 році — орденом Дружби від президента Татарстану Рустама Мінніханова . Того ж року Варданян отримав президентську премію Академії міжнародного бізнесу за внесок у розвиток освіти, а разом із співзасновником гуманітарної ініціативи «Аврора» Нубаром Афеяном — премію «Пошук спільної точки зору» за досягнення у врегулюванні конфліктів, переговорах, розбудова громади та розбудова миру.